# Glenognatha emertoni
Glenognatha emertoni är en spindelart som beskrevs av Simon 1887. Glenognatha emertoni ingår i släktet Glenognatha och familjen käkspindlar. Inga underarter finns listade i Catalogue of Life.